# Prezes Urzędu Ochrony Danych Osobowych
Prezes Urzędu Ochrony Danych Osobowych (PUODO) – organ właściwy do spraw ochrony danych osobowych na terytorium Polski, utworzony ustawą z 10 maja 2018 roku o ochronie danych osobowych w miejsce Generalnego Inspektora Ochrony Danych Osobowych (GIODO). Jest również organem nadzorczym w rozumieniu ogólnego rozporządzenia o ochronie danych (RODO).

## Zadania
- rozpatrywanie wniosków o certyfikację, o której mowa w art. 42 RODO[3]
- zatwierdzanie kodeksów postępowania zgodnie z art. 40 ust. 5 RODO
- akredytowanie podmiotów monitorujących zatwierdzone kodeksy postępowania, o których mowa w art. 40 RODO i prowadzenie wykazu tych podmiotów[4]

## Wyznaczanie
Prezesa Urzędu powołuje i odwołuje Sejm za zgodą Senatu. Kadencja Prezesa Urzędu trwa 4 lata, licząc od dnia złożenia ślubowania. Prezes Urzędu po upływie kadencji wykonuje swoje obowiązki do czasu objęcia stanowiska przez nowego Prezesa Urzędu.

## Osoby pełniące funkcję Prezesa Urzędu Ochrony Danych Osobowych
- Edyta Bielak-Jomaa (25 maja 2018[a] – 16 maja 2019)
- Jan Nowak (16 maja 2019 – 26 stycznia 2024)
- Mirosław Wróblewski (od 26 stycznia 2024)

## Osoby pełniące funkcję zastępcy Prezesa Urzędu Ochrony Danych Osobowych
- Mirosław Sanek (17 stycznia 2018 – 2022)
- Jakub Groszkowski (1 listopada 2022[7] – 29 lutego 2024[8])
- Agnieszka Grzelak (od 2 lutego 2024[9])
- Konrad Komornicki (od 4 marca 2024[10])

## Następstwo prawne
Prezes Urzędu jest prawnym kontynuatorem Generalnego Inspektora Ochrony Danych Osobowych. Zachował jego majątek, wierzytelności oraz przejął wszczęte przez niego postępowania.

## Społeczny Zespół Ekspertów przy Prezesie Urzędu Ochrony Danych Osobowych
W 2024 Mirosław Wróblewski powołał Społeczny Zespół Ekspertów przy Prezesie Urzędu Ochrony Danych Osobowych. Zadaniem nowo powołanego zespołu będzie wspieranie PUODO w realizacji jego zadań określonych przepisami prawa, w szczególności w zakresie doradztwa. Będzie rekomendował także inicjowanie działań w obszarze ochrony danych osobowych oraz przygotowywał w porozumieniu z PUODO ekspertyzy i stanowiska w zakresie dotyczącym ochrony danych osobowych. Członkowie Zespołu będą też m.in. promowali dobre praktyki oraz wykonywali inne zadania, zlecone przez PUODO, dotyczące ochrony danych osobowych, szczególnie w obszarze nowych technologii.
Przewodniczącym zespołu został dr Mirosław Gumularz.